# Rijeka (Foča, BiH)
Rijeka je naseljeno mjesto u općini Foči, Republika Srpska, BiH. 

## Stanovništvo
| Narod     | Popis 1961. | Popis 1971. | Popis 1981. | Popis 1991. |
| --------- | ----------- | ----------- | ----------- | ----------- |
| Hrvati    |             |             |             |             |
| Muslimani |             |             |             |             |
| Srbi      | 270         | 276         | 190         | 151         |
| ostali    | 10          | 1           | 15          |             |
| Ukupno    | 280         | 277         | 205         | 151         |